# Ustka (Landgemeinde)
Die Gmina wiejska Ustka ist eine Landgemeinde in der polnischen Woiwodschaft Pommern, Powiat Słupski. Sitz der Landgemeinde ist die Stadt Ustka (deutsch Stolpmünde), die der Gemeinde selbst nicht angehört. Die Gmina hat eine Fläche von 218 km² und 8295 Einwohner (Stand 31. Dezember 2020). Von 1975 bis 1998 gehörte die Landgemeinde zur Woiwodschaft Słupsk.

## Gemeindegliederung
Zur Landgemeinde gehören 18 Ortsteile (Schulzenämter):
- Charnowo (Arnshagen)
- Dębina (Schönwalde)
- Duninowo (Dünnow)
- Gąbino (Gambin)
- Grabno (Wintershagen)
- Lędowo (Lindow)
- Machowinko (Klein Machmin)
- Machowino (Groß Machmin)
- Możdżanowo (Mützenow)
- Niestkowo (Nesekow)
- Objazda (Wobesde)
- Pęplino (Horst)
- Przewłoka (Strickershagen)
- Rowy (Rowe)
- Starkowo (Starkow)
- Wodnica (Hohenstein)
- Wytowno (Weitenhagen)
- Zaleskie (Saleske).

Diese Ortsteile sind in zahlreiche Ortschaften untergliedert:
- Bałamątek (Alte Mühle), Dalimierz Przewłocki (Karlshof), Dobrosław (Agathonshof), Dominek (Dominke), Duninówko (Neu Dünnow), Golęcino (Gallenzin), Krężołki (Scharfenstein), Lędowo Osiedle, Mącznik (Nieder Mühle), Modlinek (Muddelstrand), Modła (Muddel), Orzechowo (Freichow), Osieki Słupskie (Wusseken), Owczary (Alte Schäferei), Pęplinko (Horster Teich), Poddąbie (Neu Strand), Redwanki (Rettfang), Rówek (Klein Rowe), Smużki (Heinrichsfeld), Zabłocie (Buchwald), Zalesin (Salesker Strand), Zapadłe (Grasbruch) und Zimowiska (Wintershagen).

## Partnerschaft
Seit dem 27. September 1995 besteht eine Partnerschaft mit Anklam in Vorpommern.